# Carl Friedrich von Pückler-Burghauss
Carl Friedrich Graf von Pückler-Burghauss, Freiherr von Groditz (Breslau, 7 oktober 1886 - Rakowitz, 12 mei 1945) was een Duitse officier en SS-Gruppenführer (Generaal-majoor) en Generalleutnant in de Waffen-SS tijdens de Tweede Wereldoorlog. Hij was een nationaalsocialistische politicus (NSDAP), en SA-Brigadeführer in de Sturmabteilung.

## Leven
Op 7 oktober 1886 werd Carl Friedrich Graf von Pückler-Burghauss geboren in Friedland. Hij was de zoon van de Pruisische politicus Friedrich Graf von Pückler-Burghauss (3 februari 1849 - 10 juli 1920) en zijn vrouw de gravin Ella von Köppen (1862–1899) uit de hoogadellijke Duitse familie von Pückler-Burghauss. Carl Friedrich had twee jongere broers Sylvius en Otto von Pückler-Burghauss.
Hij ging naar het lagere school en het gymnasium in Reiffe. In 1905 behaalde hij zijn Abitur. Vanaf 1905 tot 1908 ging Pückler-Burghauss rechtsgeleerdheid en politieke wetenschappen studeren in Bonn en Breslau. Na zijn studie meldde hij zich op 1 april 1908 aan bij het Pruisische leger, en werd als Fahnenjunker geplaatst bij het Leib-Kürassier-Regiment „Großer Kurfürst“ (Schlesisches) Nr. 1. Op 18 oktober 1909 werd Pückler bevorderd tot Leutnant (tweede luitenant). Vanaf 1 januari 1913 werd hij overgeplaatst naar het militaire reserve. In hetzelfde jaar trouwde hij met de prinses Olga van Saksen-Altenburg, hertogin van Saksen (1886–1955), de oudste dochter van Albert van Saksen-Altenburg en Maria Elisabeth Louise Frederika van Pruisen. Het echtpaar kreeg drie kinderen: een dochter Ella-Viola (8 april 1914 - 4 april 1982), getrouwd von Flotow, en Eleonore-Renata (25 november 1919 - 4 november 1997), getrouwd Petersen, en hun zoon Karl Rudiger (1923).

### Eerste Wereldoorlog
Pückler nam met zijn regiment deel aan de Eerste Wereldoorlog. Op 18 juni 1915 werd hij bevorderd tot Oberleutnant der Reserve (eerste luitenant in de militaire reserve). Hij vervulde verschillende functies (ordonnansofficier, hulpofficier). Vanaf 1915 tot 1917 diende Pückler als adjudant en 2e Generale Stafofficier in de staf van de 5e Cavaleriedivisie. Hierna volgde zijn bevordering tot Oberleutnant (eerste luitenant). Hierna volgde nog op 18 mei 1918 zijn bevordering tot Rittmeister (ritmeester). Na zijn bevordering diende Pückler in de Generale Staf van het 6e Legerkorps, en leiding van de Selbstschutzes Oberschlesien (vrije vertaling: Zelfbescherming Opper-Silezië). In september 1919 nam hij ontslag uit het leger.

### Interbellum
Op 10 juli 1920 stierf zijn vader, hierna voegde hij de naam Burghauss toe aan zijn eigen naam. Na gediend te hebben in vrijkorps eenheden, keerde hij terug naar zijn familie landgoed in Nützdorf. Op dat moment omvatte het slot Friedland het riddergoed Ellguth-Friedland met 749 hectare, Floste 404 hectare. Het Friedland zelf was met het kasteel, landgoed en bijgebouw, 536 hectare, het riddergoed Sabine van 336 hectare grond en RG Wiersbel III, 165 hectare. beschouwd als een majoraat heerschappij, en de afzonderlijke delen van het onroerend goed werden onderverhuurd. Vanaf 1924 tot november 1931 diende hij in de Stahlhelm. Op 1 december 1931 werd Pückler-Burghauss lid van de NSDAP. Hierna meteen werd ook lid van de Sturmabteilung, en werd ingeschaald als SA-Sturmbannführer (majoor). En werd geplaatst in de SA-Untergruppe Oberschlesien. Op 1 juli 1932 werd Pückler-Burghauss bevorderd tot SA-Obersturmbannführer (luitenant-kolonel). Hij diende als referent in de staf van de SA-Gruppe Schlesien. Tijdens zijn functie in de SA-Gruppe Schlesien, werd hij bevorderd tot SA-Standartenführer (kolonel). Hierna diende Pückler-Burghauss tegelijk als Stabsführer van de SA-Gruppe Schlesien en de SA-Obergruppe I. Op 5 maart 1933 werd hij voor kieskring 9 (Oppeln) verkozen tijdens de Duitse Rijksdagverkiezingen 1933 tot parlementslid in de Rijksdag. Bij de Duitse Rijksdagverkiezingen van 12 november 1933 werd hij vanwege meningsverschillen met de Silezische Gouwleider Helmuth Brückner niet opnieuw kandidaat gesteld. En diende vanaf 1 juli 1933 tot 14 maart 1934 als Stabsführer van de SA-Obergruppe III (SA-Gruppen Berlin-Brandenburg, Ostmark en Schlesien, kantoor: Breslau). Op 10 april 1933 volgde zijn bevorderd tot SA-Oberführer. Na zijn bevordering, werd Pückler-Burghauss benoemd tot Stabsführer van de SA-Obergruppe VIII. Na de Nacht van de Lange Messen verliet Pückler-Burghauss de SA met ingang van 1 juli 1934, en was SA-Führer z.V. tot 30 januari 1937 in de Oberste SA-Führung (OSAF).
Na enige tijd als zelfstandig landbouwer van juli 1934 tot begin 1937 gewerkt te hebben, werd hij op 30 januari 1937 weer in actieve (fulltime) SA-dienst aangenomen. Vanaf 1 februari 1937 tot 2 juli 1939 was hij aanvankelijk werkzaam als afdelingshoofd in het OSAF in Berlijn.
Na zijn bevordering tot SA-Brigadeführer (brigadegeneraal) op 1 mei 1937, werd Pückler-Burghauss benoemd tot hoofd van het Berlijnse verbindingsbureau van het Obersten SA-Führung. Voordat hij uiteindelijk uit fulltime SA-dienst werd ontslagen op 1 juli 1939.
In het najaar van 1938 nam hij ontslag uit de Hospitaalorde van Sint-Jan, in opdracht van het zogenaamde Hess-decreet van februari, dat het dubbele lidmaatschap van de NSDAP en de Johannieterorde verbood. Ongeveer 10 procent van de leden werd nationaalsocialist. Pückler-Burghauss is niet de enige bekende naam van de Pruisische adel. Op dezelfde dag werd het ontslag van de Reichssportführer (Rijkssportleider) Hans von Tschammer und Osten aangekondigd.

### Tweede Wereldoorlog
In april 1938 meldde Pückler-Burghauss zich aan in de Wehrmacht. En werd als Hauptmann en IIa (personeelszaken officieren) in de 4. Leichte-Division (4e Lichte divisie) ingezet. Hierna als Ic (inlichtingen officier) in het Grenzschutz Kommando 3, Pückler-Burghauss diende tot 1 oktober 1939. Hij diende tijdens de Poolse Veldtocht, en werd hiervoor onderscheiden met Herhalingsgesp bij IJzeren Kruis 1939, 2e Klasse. Hij vervulde hierna nog twee functies als Ic bij de Militärbefelshaber Oberschlesien (Militaire bevelhebber Opper-Silezië) en de bevelhebber van het Höheres Kommando z.b.V. XXXVII (Hoger Korps Commando voor speciale inzet 37). Op 25 november 1939 vroeg Pückler-Burghauss de Oberste SA-Führung (OSAF) om toestemming voor overplaatsing naar de SS. Vanaf 28 december 1939 diende Pückler-Burghauss nog als Ib in het Höheres Kommando z.b.V. XXXVI (Hoger Korps Commando voor speciale inzet 36). Op 30 juni 1940 kreeg hij ontslag uit de SA.
Op 3 januari 1940 werd hij overgeplaatst als IIa naar de 9e Pantserdivisie. Hierop volgde zijn bevordering tot Major der Reserve i.G.. Vanaf januari 1941 tot 19 augustus 1941 diende Pückler-Burghauss als Ia (operaties) in de 337e Infanteriedivisie.
Himmler verzocht destijds rechtstreeks aan Generaal-veldmaarschalk Walther von Brauchitsch om zijn overplaatsing naar de SS. Op 1 juli 1940 werd Pückler-Burghauss overgeplaatst van de Wehrmacht naar de Schutzstaffel. Hij werd door het Dienstgradangleichung (vrije vertaling: rangsgelijktrekking) meteen als SS-Brigadeführer ingeschaald. En toegevoegd aan de staf van de SS-Oberabschnitte Südost. Hij diende in de staf tot 1 november 1941.
Vanaf 24 september 1941 tot 1 november 1941 was hij ter beschikking van het OKH. Hierna verliet hij de Wehrmacht. En werd geplaatst in de staf van de SS-Oberabschnitte Spree. Begin januari 1942 werd hij benoemd tot plaatsvervangend Höheren SS- und Polizeiführer (HSSPF) van Erich von dem Bach-Zelewski voor Centraal-Rusland. Van januari tot begin mei waren de Einsatzgruppen die betrokken waren bij de massamoord op de Sovjet-joden in het Abschnitt Mitte direct ondergeschikt aan Pückler-Burghaus als HSSPF Mitte.
Na zijn terugkeer op 7 mei beschreef von dem Bach Pückler-Burghauss in zijn oorlogsdagboek als zwaar verslaafd aan alcohol, en klaagde hij over zijn inactiviteit in de strijd tegen de partizanen. Op persoonlijke aanbeveling van de commandant van de Ordnungspolizei Kurt Daluege, kreeg hij op 30 januari 1942 de rang van een Generalmajor der Polizei (met anciënniteit vanaf 1 januari 1942). Hierna verliet hij de politie, en ging over naar de Waffen-SS. En werd op 1 augustus 1942 benoemd tot commandant van de Waffen-SS in het Protectoraat Bohemen en Moravië. Daarop volgend werd Pückler-Burghauss op 10 april 1943 bevorderd tot Generalmajor der Waffen-SS.
Vanaf 1 mei 1943 tot 16 februari 1944 was Pückler-Burghauss commandant van het 15. Waffen-Grenadier-Division der SS (lettische Nr. 1) in Letland. Met deze benoeming verving hij Peter Hansen. Zijn functie als commandant werd weer overgenomen door Nikolaus Heilmann. Hierna volgde zijn benoeming tot zijn oude functie van bevelhebber van de Waffen-SS in het Protectoraat Bohemen en Moravië, deze functie bekleedde hij tot het einde van de oorlog. Op 1 augustus 1944 werd Pückler-Burghauss bevorderd tot SS-Gruppenführer (luitenant-generaal) en Generalleutnant der Waffen-SS.
Praagse Opstand
Als commandant van de Waffen-SS-formaties, die vanaf 7 mei 1945 tegen de Praagse Opstand werden ingezet, wilde Pückler-Burghauss zich aanvankelijk niet ondergeschikt maken aan de Kommandierender General (bevelvoerende generaal) Rudolf Toussaint en deed dit pas nadat generaal-veldmaarschalk Schörner telefonisch had ingegrepen. Daarna eiste hij met de woorden "Het hele nest moet branden", dat het historische stadscentrum met brandbommen zou worden platgegooid. Dit werd alleen verhinderd door het protest van generaal Toussaint. In een melding van de avond van 7 mei rond 23.30 uur beschreef Pückler-Burghauss zijn verdere plannen:
"Volgens eerdere ervaringen was de opmars door een gebrek aan artillerie en luchtsteun alleen succesvol als de blokken werden platgebrand. De Tsjechische burgerlijke kringen zouden de strijd willen stoppen. De communisten leiden en vechten. Ze rekenen op Vlasov. Ik heb voor nacht alle groepen bevolen om voor de nacht brand- en sloopploegen in te zetten. Bij zonsopgang vallen de gevechtsgroepen aan in een smal front. We eisen opnieuw een krachtig gebruik van de Luftwaffe tegen het Wenceslausplein - greppel. De verspreide luchtaanvallen van vandaag waren zinloos. Het gaat erom paniek te creëren, en die te gebruiken om aan te vallen.”
Nadat de gevechten op 8 mei de hele dag voortduurde, tekende generaal Toussaint om 16.00 uur een document, aanvankelijk alleen een protocol genoemd, als de overgave van de Duitse troepen in Praag. Pückler-Burghauss weigerde aanvankelijk de gevechten te stoppen en moest door Karl Hermann Frank worden gedwongen om dit voorbeeld te volgen.
Vanaf de ochtend van 9 mei leidde Pückler-Burghauss de overlevende Duitse troepen naar het westen om ze in Amerikaanse gevangenschap te brengen. Deze troepen werden na de overgave beschouwd als "gewapende gevangenen". Talloze Duitse burgers sloten zich bij zijn eenheden aan op de vlucht. Op 10 mei wees de commandant van de 4e Pantserdivisie, Brigadegeneral William H. Hoge, een verzoek tot overgave van Pückler-Burghaus af. Op 9 mei was de formatie tot stilstand gekomen door Tsjechische partizanenformaties die de opmars naar de Amerikaanse linies hadden belemmerd. Met de komst van Sovjettroepen van het 1e, 2e en 4e Oekraïense Front in de middag van 11 mei, drie dagen na de officiële onvoorwaardelijke overgave van alle Duitse troepen, begon de zogenaamde Slag om Sliwitz. Tijdens het verloop van de slag, kwamen meer dan 1000 mensen om het leven. De Amerikanen ondersteunden de aanval met artillerievuur op de SS-stellingen, en weigerden opnieuw Pückler-Burghauss en zijn familie weg te halen voor het Rode Leger hen gevangen zou nemen. Nadat Pückler-Burghauss enkele dagen te laat inzicht had gekregen in de militaire situatie, tekende hij op 12 mei 1945 omstreeks 03:00 uur de laatste militaire capitulatie van de Tweede Wereldoorlog op Europese bodem in aanwezigheid van Amerikaanse en Sovjet militaire vertegenwoordigers. Hierna pleegde hij zelfmoord.

## Carrière
Pückler-Burghaus bekleedde verschillende rangen in zowel de Allgemeine-SS als Waffen-SS. De volgende tabel laat zien dat de bevorderingen niet synchroon liepen.
| Datum                                                             | Pruisische leger                            | Sturmabteilung         | Heer                                                        | Allgemeine-SS    | Waffen-SS                                                          | Politie                                                          |
| ----------------------------------------------------------------- | ------------------------------------------- | ---------------------- | ----------------------------------------------------------- | ---------------- | ------------------------------------------------------------------ | ---------------------------------------------------------------- |
| 1 april 1908                                                      | Fahnenjunker                                | —                      | —                                                           | —                | —                                                                  | —                                                                |
| 1908                                                              | Gefreiter                                   | —                      | —                                                           | —                | —                                                                  | —                                                                |
| 1908                                                              | Unteroffizier                               | —                      | —                                                           | —                | —                                                                  | —                                                                |
| 20 april 1909                                                     | Fähnrich                                    | —                      | —                                                           | —                | —                                                                  | —                                                                |
| 18 oktober 1909 (met Patent vanaf 19 oktober 1907 - 25 juni 1909) | Leutnant                                    | —                      | —                                                           | —                | —                                                                  | —                                                                |
| 1 januari 1913                                                    | Leutnant der Reserve                        | —                      | —                                                           | —                | —                                                                  | —                                                                |
| Mei 1917 (met Patent vanaf 18 juni 1915)                          | Oberleutnant der Reserve                    | —                      | —                                                           | —                | —                                                                  | —                                                                |
| 18 mei 1918                                                       | Rittmeister Andere bron vermeldt: Hauptmann | —                      | —                                                           | —                | —                                                                  | —                                                                |
| 1 december 1931                                                   | —                                           | SA-Sturmbannführer     | —                                                           | —                | —                                                                  | —                                                                |
| 1 juli 1932                                                       | —                                           | SA-Obersturmbannführer | —                                                           | —                | —                                                                  | —                                                                |
| 29 november 1932 (met ingang vanaf 1 juli 1932)                   | —                                           | SA-Standartenführer    | —                                                           | —                | —                                                                  | —                                                                |
| 10 april 1933 - 11 april 1933                                     | —                                           | SA-Oberführer          | —                                                           | —                | —                                                                  | —                                                                |
| 1936                                                              | —                                           | —                      | Rittmeister, vanaf augustus 1939 Hauptmann der Reserve z.V. | —                | —                                                                  | —                                                                |
| 1 mei 1937                                                        | —                                           | SA-Brigadeführer       | —                                                           | —                | —                                                                  | —                                                                |
| 1 april 1938                                                      | —                                           | —                      | Hauptmann                                                   | —                | —                                                                  | —                                                                |
| 1 juli 1940                                                       | —                                           | —                      | Major der Reserve i.G.                                      | —                | —                                                                  | —                                                                |
| 1 juli 1940                                                       | —                                           | —                      | —                                                           | SS-Mann          | —                                                                  | —                                                                |
| 1 juli 1940                                                       | —                                           | —                      | —                                                           | SS-Brigadeführer | —                                                                  | —                                                                |
| 9 januari 1942                                                    | —                                           | —                      | —                                                           | —                | —                                                                  | Bevoegd om epauletten van een Generalmajor der Polizei te dragen |
| 30 januari 1942 (met ingang vanaf 1 januari 1942)                 | —                                           | —                      | —                                                           | —                | —                                                                  | Generalmajor der Polizei                                         |
| 12 september 1942                                                 | —                                           | —                      | —                                                           | —                | Bevoegd om epauletten van een Generalmajor der Waffen-SS te dragen | —                                                                |
| 10 april 1943 (met RDA vanaf 1 juli 1940)                         | —                                           | —                      | —                                                           | —                | Generalmajor der Waffen-SS                                         | —                                                                |
| 1 augustus 1944                                                   | —                                           | —                      | —                                                           | SS-Gruppenführer | Generalleutnant der Waffen-SS                                      | —                                                                |

## Lidmaatschapsnummers
- NSDAP-nr.: 788 697[35] (lid geworden 1 december 1931[6])
- SS-nr.: 365136[35] (lid geworden 1 juli 1940[6])

## Onderscheidingen
Selectie:
- IJzeren Kruis 1914, 1e Klasse[6][32] en 2e Klasse[6][32]
- Herhalingsgesp bij IJzeren Kruis 1939, 1e Klasse[12][14] (1941[6] - 1940[36]) en 2e Klasse[12][14] (1939[6][36])
- Ehrendegen des Reichsführers-SS[12][35] op 20 januari 1940[36]
- SS-Ehrenring[35][36]
- Erekruis voor Frontstrijders in de Wereldoorlog[12][36] in 1934[6]
- Kruis voor Oorlogsverdienste, 1e Klasse[6][14][36] en 2e Klasse[6][14][36] met Zwaarden

## Afkortingen
- im Generalstab (i.G.) = in de Generale Staf
- zur Verfugung (z.V.) = ter beschikking
- mit der Wahrnehmung der Geschäfte beauftragt (m.d.W.d.G.b.) = vrije vertaling: met de waarneming van de functie belast